# I Got Id
«I Got Id» es una canción del grupo de rock Pearl Jam. Apareció como Lado A del sencillo Merkin Ball de 1995. "I Got Id" es conocida también como "I Got Shit" por el grupo y por los fanes. La canción alcanzaría el lugar #2 en la lista Mainstream Rock Tracks, el #3 en Modern Rock Tracks y el #7 en el Billboard Hot 100. La canción se incluyó también en el álbum de grandes éxitos de la banda Rearviewmirror: Greatest Hits 1991-2003.
La canción fue grabada durante las sesiones del álbum Mirror Ball, colaboración de Neil Young y Pearl Jam. Sólo dos miembros de Pearl Jam aparecen en la grabación: el cantante Eddie Vedder y el baterista Jack Irons. Neil Young toca la guitarra principal y el productor Brendan O'Brien el bajo.
En un concierto de Pearl Jam llevado a cabo el 10 de mayo de 2006 en Toronto, Vedder reveló que el coro de la canción está inspirado en la canción "Cinnamon Girl" de Neil Young.
Muchas veces se confunde el significado de la palabra inglesa "id" en el nombre de la canción. El nombre correcto es "I Got Id", el cual proviene del Concepto Freudiano del "ello"; y no "I Got ID", que puede ser entendido como abreviatura en inglés de "identificación".

## Posición en listas
Toda la información está tomada de varias fuentes.
| Año  | Lista                                             | Posición |
| ---- | ------------------------------------------------- | -------- |
| 1995 | Lista de Sencillos en Australia                   | 2        |
| 1995 | Billboard Hot 100 (Estados Unidos)                | 7        |
| 1995 | Canciones Mainstream Rock Tracks (Estados Unidos) | 2        |
| 1995 | Canciones Modern Rock Tracks (Estados Unidos)     | 3        |
| 1995 | Lista de Sencillos en Nueva Zelanda               | 17       |
| 1995 | Lista de Sencillos en el Reino Unido              | 25       |
| 1995 | Lista de Sencillos en Irlanda                     | 29       |